# Бербат, Сергей Константинович
Сергей Константинович Бербат (11 ноября 1980, Кировоград) — украинский футболист, полузащитник.

## Игровая карьера
В высшей лиге чемпионата Украины в составе днепропетровского «Днепра» дебютировал 20 июня 2000 года в игре против «Ворсклы». Следующий свой матч в украинском высшем дивизионе сыграл через четыре года, уже в составе самой «Ворсклы». За дубли этих команд сыграл более 80 матчей. Также выступал в командах низших дивизионов «Энергетик» (Бурштын), «Звезда» (Кировоград), «Николаев» и «Полтава».
В марте 2005 года заключил контракт с белорусской командой «Динамо-Брест».
В марте 2011 года, после того как тренерский штаб таджикского клуба «Худжанд» пополнил украинский специалист Владимир Уткин, был приглашён в эту команду. Вместе с Бербатом в Таджикистане играли украинцы Евгений Таран и Денис Сенчук.